# Bádenas
Bádenas – gmina w Hiszpanii, w prowincji Teruel, w Aragonii, o powierzchni 31,31 km². W 2011 roku gmina liczyła 21 mieszkańców.